# 236988 Robberto
236988 Robberto è un asteroide della fascia principale. Scoperto nel 2008, presenta un'orbita caratterizzata da un semiasse maggiore pari a 2,4288554 UA e da un'eccentricità di 0,2007006, inclinata di 1,96667° rispetto all'eclittica.
L'asteroide è dedicato a Massimo Robberto, astrofisico presso lo Space Telescope Science Institute di Baltimora.